# Polskie Towarzystwo Badania Gier
Polskie Towarzystwo Badania Gier (PTBG) (również: ang. Games Research Association of Poland) – polska organizacja pozarządowa skupiająca naukowców i studentów zajmujących się problematyką gier. Szczególne obszary zainteresowań członków stanowią gry fabularne (RPG) i gry komputerowe.
Towarzystwo zostało powołane do życia w 2004 roku z inicjatywy grupy badaczy, wykładowców, doktorantów i studentów. Jest pierwszą w Polsce organizacją podejmującą badania naukowe z zakresu ludologii. Funkcje przewodniczącego Zarządu Głównego PTBG pełni dr Jerzy Szeja.
PTBG ma charakter interdyscylinarny i zrzesza przedstawicieli różnych dziedzin naukowych m.in. językoznawców, glottodydaktyków, literaturoznawców, socjologów, psychologów, kulturoznawców, medioznawców, filozofów, historyków, ekonomistów oraz informatyków.
Nazwa towarzystwa wygrała głosowanie na zjeździe założycielskim z alternatywną propozycją Polskie Towarzystwo Ludologiczne.

## Cele działalności
Celem PTBG jest popularyzowanie i rozwijanie wiedzy o grach, zarówno w ujęciu teoretycznym (interdyscyplinarnie i od strony nauk szczegółowych), jak i praktycznym (tworzenie i rozpowszechnianie gier, zastosowania dydaktyczne). Organizacja dąży do promocji zainteresowania grami jako medium i kształtowania polityki edukacyjnej z wykorzystaniem form wirtualnej rozrywki.
Organizacja prowadzi badania gier, spotkania, panele i konferencje naukowe oraz współpracę z towarzystwami naukowymi i pokrewnymi instytucjami w kraju i za granicą.
Od 2009 roku Polskie Towarzystwo Badania Gier wydaje oficjalne czasopismo naukowe – rocznik „Homo Ludens”.

## Władze

### Zarząd Główny
- dr Jerzy Zygmunt Szeja – przewodniczący
- dr Mirosław Filiciak – wiceprzewodniczący
- dr Michał Mochocki – sekretarz, przewodniczący Zarządu Głównego Bydgoskiego Koła PTBG przy Instytucie Neofilologii i Lingwistyki Stosowanej Uniwersytetu Kazimierza Wielkiego w Bydgoszczy
- dr Augustyn Surdyk – skarbnik, przewodniczący Zarządu Głównego Poznańskiego Koła PTBG przy Instytucie Lingwistyki Stosowanej Uniwersytetu im. Adama Mickiewicza w Poznaniu
- dr Zbigniew Wałaszewski – przewodniczący Zarządu Głównego Warszawskiego Koła PTBG przy Wydziale Pedagogiki Uniwersytetu Warszawskiego

### Rada
- dr Agata Zarzycka – przewodnicząca
- dr Dorota Chmielewska-Łuczak – wiceprzewodnicząca
- dr Paweł Hostyński – Sekretarz
- dr Dobrosława Grzybkowska-Lewicka
- dr Dominika Urbańska-Galanciak

## Koła naukowe
- Poznańskie Koło PTBG przy Instytucie Lingwistyki Stosowanej Uniwersytetu im. Adama Mickiewicza w Poznaniu
- Warszawskie Koło PTBG przy Wydziale Pedagogiki Uniwersytetu Warszawskiego
- Bydgoskie Koło PTBG przy Instytucie Neofilologii i Lingwistyki Stosowanej Uniwersytetu Kazimierza Wielkiego w Bydgoszczy
- Gdańskie Koło PTBG przy Zakładzie Kształcenia Nauczycieli Języków Obcych Uniwersytetu Gdańskiego
- Krakowskie Koło PTBG przy Akademii Pedagogicznej w Krakowie